# Élections législatives danoises de 1935

Carte de l'élection du Folketing de 1935

Les élections législatives danoises de 1935 ont eu lieu le 22 octobre 1935.

## Résultats

### Danemark métropolitain
| Inscrits                                          | Inscrits                 | Inscrits                 | 2 046 012 |             |                       |                       |
| Abstentions                                       | Abstentions              | Abstentions              | 394 880   | 19,3 %      |                       |                       |
| Votants                                           | Votants                  | Votants                  | 1 651 132 | 80,7 %      |                       |                       |
|                                                   |                          |                          |           |             |                       |                       |
| Bulletins enregistrés                             | Bulletins enregistrés    | Bulletins enregistrés    | 1 651 132 |             |                       |                       |
| Bulletins blancs ou nuls                          | Bulletins blancs ou nuls | Bulletins blancs ou nuls | 4 649     | 0,28 %      |                       |                       |
| Suffrages exprimés                                | Suffrages exprimés       | Suffrages exprimés       | 1 646 483 | 99,72 %     | 148 sièges à pourvoir | 148 sièges à pourvoir |
|                                                   |                          |                          |           |             |                       |                       |
| Liste                                             | Tête de liste            |                          | Suffrages | Pourcentage | Sièges acquis         | Var.                  |
| Social-démocratie                                 | Thorvald Stauning        |                          | 759 102   | 46,1 %      | 68 / 148              | 6                     |
| Parti populaire conservateur                      | Christmas Møller         |                          | 293 393   | 17,82 %     | 26 / 148              | 1                     |
| Venstre                                           | Thomas Madsen-Mygdal     |                          | 292 247   | 17,75 %     | 28 / 148              | 10                    |
| Parti social-libéral danois                       | Peter Rochegune Munch    |                          | 151 507   | 9,2 %       | 14 / 148              | en stagnation         |
| Parti des fermiers                                | Néant                    |                          | 52 793    | 3,21 %      | 5 / 148               | n/a                   |
| Parti de la justice                               | Néant                    |                          | 41 199    | 2,5 %       | 4 / 148               | en stagnation         |
| Parti communiste du Danemark                      | Aksel Larsen             |                          | 27 135    | 1,65 %      | 2 / 148               | en stagnation         |
| Parti national-socialiste des travailleurs danois | Néant                    |                          | 16 257    | 0,99 %      | 0 / 148               | en stagnation         |
| Parti du Schleswig                                | Néant                    |                          | 12 617    | 0,77 %      | 1 / 148               | en stagnation         |
| Autres listes                                     | Néant                    |                          | 233       | 0,01 %      | 0 / 148               |                       |